# Konjsko (Trebinje)
Pour les articles homonymes, voir Konjsko.
Konjsko (en serbe cyrillique : Коњско) est un village de Bosnie-Herzégovine. Il est situé sur le territoire de la ville de Trebinje et dans la république serbe de Bosnie. Selon les premiers résultats du recensement bosnien de 2013, il compte 28 habitants.

## Géographie
Le village est situé à la frontière entre la Bosnie-Herzégovine et le Monténégro, au nord-ouest des monts Orjen.
Il est entouré par les localités suivantes :
|              | Željevo Donji Orahovac |                              |
| Orašje Zubci | Konjsko                | Frontière avec le Monténégro |
|              | Bogojević Selo Ubla    |                              |

## Histoire
Dans le village, l'église de l'Ascension est inscrite sur la liste provisoire des monuments nationaux de Bosnie-Herzégovine.

## Démographie

### Évolution historique de la population dans la localité
| 1948 | 1953 | 1961 | 1971 | 1981 | 1991 | 2013 |
| ---- | ---- | ---- | ---- | ---- | ---- | ---- |
| -    | -    | 217  | 156  | 139  | 79   | 28   |

|  |

### Répartition de la population par nationalités (1991)
En 1991, les 79 habitants du village étaient tous serbes.